# Exitianus nanus
Exitianus nanus är en insektsart som beskrevs av William Lucas Distant 1908. Exitianus nanus ingår i släktet Exitianus och familjen dvärgstritar. Inga underarter finns listade i Catalogue of Life.